# 刘弘 (濩泽县男)
劉弘（6世紀—591年），字仲遠，彭城郡彭城縣叢亭里（今江蘇省徐州市）人，北齊至隋朝人物。北魏太常卿劉芳之孫。
劉弘在北齊歷任行台郎中、文城郡、沛郡、穀陽郡三郡太守、西楚州刺史。北齊滅亡，北周武帝任命他為彭城郡太守。
580年（周静帝大象二年）、尉迟迥之乱，尉迟迥部将席毗攻打徐州、兖州。劉弘率兵抗击席毗，以功升任儀同、永昌郡太守、齊州長史。588年（隋文帝開皇八年），参与征讨南朝陳。589年（開皇九年），担任行軍長史，在总管吐万緒麾下渡長江。加上儀同之位，封濩泽县公，任泉州刺史。590年（開皇十年），高智慧作乱，劉弘在泉州被包围了一百天。591年（開皇十一年），救援軍不至，城内粮尽，剥樹皮来吃。高智慧乱軍想要招降泉州，劉弘不答应。敵军总攻泉州陷落，劉弘战死。
其子劉長信嗣父官爵。

## 延伸阅读
[在维基数据编辑]
 《隋書·卷71》，出自魏徵《隋书》